# Sanofi-Synthélabo
Sanofi-Synthélabo est un groupe pharmaceutique français, né en 1999 de la fusion de Sanofi (alors filiale du groupe pétrolier Elf) et de Synthélabo (à l'époque filiale du groupe de cosmétiques L'Oréal).

## Concentration sur la Pharmacie

### Cession d'actif
À la suite de la fusion, Sanofi-Synthélabo se concentre sur la pharmacie. Pour mettre en œuvre cette stratégie, Sanofi-Synthélabo a procédé à la cession de ses activités non stratégiques, notamment :
- en 1999, les activités « Beauté », « Diagnostics », « Santé et nutrition animale » et une participation dans l’industrie laitière avec Entremont ;
- en 2001, les activités chimiques et bio-médicales, ainsi que la participation directe de Sanofi-Synthélabo dans les Laboratoires de Biologie Médicale Yves Rocher.

## Recherche et développement
En 2001, Sanofi-Synthélabo consacrait 15,9 % de son chiffre d'affaires consolidé, soit 1 031 millions d'euros en Recherche et développement, avec près de 6000 chercheurs, répartis dans 14 centres de recherche dans 7 pays, dont 9 centres en France. La recherche se focalisait sur quatre domaines thérapeutiques majeurs : 
- Cardiovasculaire / Thrombose
- Système nerveux central
- Médecine Interne
- Oncologie

## Politique d'acquisition
En janvier 2004, Sanofi-Synthélabo, deuxième groupe pharmaceutique en France, a lancé une offre publique d'achat (OPA) sur son principal concurrent Aventis. L'OPA réussie, la nouvelle société Sanofi-Aventis ainsi constituée est devenue le troisième groupe pharmaceutique mondial après l'américain Pfizer et le britannique GlaxoSmithKline.